# Udo Quak
Udo Quak (* 1935 in Breslau) ist ein deutscher Autor und Pädagoge. Er lebt und arbeitet in Syke (Landkreis Diepholz, Niedersachsen).

## Biographie
Nach dem Studium der Pädagogik, Philosophie, Publizistik und Mathematik in Dortmund, Münster und Bochum war Quak von 1959 bis 1978 Lehrer und Schulleiter in Nordrhein-Westfalen und Niedersachsen. Anschließend (1978–91) war er Schulaufsichtsbeamter und danach (1991–97) Referatsleiter im Niedersächsischen Kultusministerium. Seit 1997 ist er im Ruhestand.
Neben seiner Berufstätigkeit war Quak in kirchlichen Gremien tätig: Von 1984 bis 1991 war er Vorsitzender des Syker Kirchenkreistages und seit 2001 ist er Vorsitzender des Kirchenkreistages des Kirchenkreises Syke-Hoya.

## Werke
- zusammen mit Karl Düver: Die Hauptschulen. In: Landkreis Diepholz. Lebensraum, Verwaltungseinheit I. (Red.: Hans Gerke; Hrsg.: Landkreis Diepholz), Diepholz, 1984, S. 98–100
- Aus der Tierwelt. (Projekte für Mathematik und Sachunterricht), Cornelsen, Berlin 1996, ISBN 3-464-51356-4; 24 S.
- Die Fundgrube für den Mathematikunterricht in der Sekundarstufe I. Cornelsen Scriptor, Berlin 1998, 288 S. m. zahlr. Abb.
- Lernhilfen für Mathematik. (für das 4. Schuljahr und für die Sekundarstufe I), Berlin 1998 ff.
- Trost der Töne. Musik und Musiker im Leben Goethes. Aufbau-Verl., Berlin 2001, ISBN 3-351-02915-2, 234 S. m. 10 Abb.
- Mathematik verstehen. Cornelsen Scriptor, Berlin 2002, 128 S. m. zahlr. Abb., ISBN 3-589-21627-1
- (als Hrsg.:) Kopiervorlagen Mathematik für die Sekundarstufe I. Berlin 2003
- Reines Gold der Phantasie. Eduard Mörike. Eine Biographie. Aufbau-Taschenbuch-Verl., Berlin 2004, ISBN 3-7466-2064-3, 292 S. m. 17 Abb.
- (als Hrsg.): Fundgrube Mathematik. Cornelsen Scriptor, Berlin 2006
- zus. mit Sabine Sterkenburgh u. Lilo Verboom: Die Grundschul-Fundgrube für Mathematik. Unterrichtsideen und Beispiele für das 1. bis 4. Schuljahr. Cornelsen Scriptor, Berlin 2006
- (als Hrsg.): Schüler-Bilder. Literarische und historische Fundstücke. Cornelsen Scriptor, Berlin 2007, ISBN 978-3-589-22386-2
- (als Hrsg.): Lehrer-Bilder. Literarische und historische Fundstücke. Cornelsen Scriptor, Berlin 2007, ISBN 978-3-589-22385-5
- 60 Unterrichtsideen für Mathematik. Ideen, Aufgaben, Modelle für alle Teilbereiche des Faches. Für alle Jahrgangsstufen. [mit Kopiervorlagen], Cornelsen Scriptor, Berlin 2010, ISBN 978-3-589-05163-2.
- Henriette Herz. „Glücklich schöne Stunden hatte ich“ – Eine Biographie. Self-Publishing-Plattform epubli, Berlin 2014, ISBN 978-3-7375-1015-8.[1]

### Hörfunk
- Musik um Goethe. (sechsteilige Sendefolge im Rahmen der Programmreihe „Klassik-Panorama“ des NDR), 1999